# Ханс Лудвиг I фон Андлау
Ханс Лудвиг I фон Андлау (на немски: Hans Ludwig von Andlau; Hans Ludwig von Andlaw; † между 26 юни 1591 и 7 септември 1593 или на 20 юли 1613) е благородник от род Андлау от Долен Елзас/Гранд Ест.
Той е син на Ханс IV фон Андлау († 1552/1555), регент в Долен Елзас, и съпругата му Клеофа Пфау фон Рюпур († пр. 1550), вдовица на Аполинариус Ширп, дъщеря на Диболд фон Рюпур и Елизабет Бок фон Блезхайм. Внук е на Ханс III фон Андлау († 1520) и Маргарета фон Пфирт.
Фамилията Андлау е една от четирите наследствени рицарски рода на Свещената Римска империя и е спомената за първи път в документ през 1144 г. с Ото, „вицедоминус на абатство Андлау“ към епископство Щрасбург.
Резиденцията на рода е полученият от императора замък, така нареченият „Талбург“, в град Андлау близо до Бар в Долен Елзас. Между 1246 и 1264 г. господарите фон Андлау построяват над града „замък Хох-Андлау“, който остава фамилна собственост до Френската революция.
Правнук му Ернст Фридрих фон Андлау († 1697) е издигнат на 16 март 1676 г. във Виена от император Леополд I на фрайхер.

## Фамилия
Ханс Лудвиг I фон Андлау се жени пр. 20 юли 1583 г. за Вероника фон Рамщайн († сл. 7 септември 1624), дъщеря на Беат Лудвиг фон Рамщайн, господар на Жетинген († 1566/1567) и Мария Якобеа фон Утенхайм, дъщеря на Йохан фон Утенхайм, господар на Рамщайн и Естер фон Ептинген. Те имат един син:
- Ханс Лудвиг IV фон Андлау († между 16 юни 1608 и 26 юни 1609), женен на 29 март 1568 г. за Анна Мария фон Ратзамхаузен († сл. 11 март 1623), дъщеря на Якоб фон Ратзамхаузен († 1625) и Юлиана Мария фон Блуменек († 1601). Родители на:
  - Георг Фридрих II фон Андлау (* 1590; † 2 януари 1676 в Базел), господар на Витенхайм и Андлау, женен I. 6 февруари 1625/20 ноември 1625 г. за Мария Клара Елизабет Трухсес фон Райнфелден († 31 юли 1629), II. на 24 ноември 1636 г. в Брайзах за Мехтилдис фон Утенхайм († 30 октомври 1639, Брайзах), III. на 7 юли 1640 г. в Брайзах за Анна Барбара фон Хагенбах († сл. 1652), IV. за Мария Евфросина фон Хагенбах (* ок. 1621; † 5 февруари 1688, Витенхайм).

Вдовицата му Вероника фон Рамщайн († 1624) се омъжва втори път за Йохан Кристоф Брюмзи фон Херблинген.